# Zschaitz-Ottewig
Zschaitz-Ottewig war eine Gemeinde im Norden des sächsischen Landkreises Mittelsachsen, die von 1994 bis 2022 bestand. Sie gehörte zur Verwaltungsgemeinschaft Ostrau. Der Sitz der Gemeindeverwaltung befand sich im Ortsteil Zschaitz. Auf 18,26 km² lebten 1313 Einwohner (Stand: 31. Dezember 2021) verteilt auf zwölf Ortsteile.

## Geographie
Die Gemeinde lag ca. 6 km nördlich der Stadt Döbeln und 20 km südlich von Riesa im Tal des Flüsschens Jahna zwischen den umliegenden Höhenrücken der Lommatzscher Pflege im Nordwesten.
Ortsteile waren Auterwitz, Baderitz, Dürrweitzschen, Glaucha, Goselitz, Lüttewitz, Lützschnitz, Mischütz, Möbertitz, Ottewig, Zschaitz und Zunschwitz.

## Geschichte
Neben 900 anderen Bodenfunden in der Lommatzscher Pflege gilt der Zschaitzer Burgberg als eines der bedeutendsten Bodendenkmale der Region. Bei Grabungen im August 2009 konnte nachgewiesen werden, dass dort im 9. Jahrhundert eine slawische Volksburg bestand (siehe auch die Liste der Burgwälle im Freistaat Sachsen). Weitere Funde in diesem Zusammenhang stammen aus der Zeit um 4000 v. Chr. (Kupfersteinzeit, Trichterbecherkultur), einer Phase, die in Sachsen ganz spärlich belegt ist. Die Deutsche Bundesstiftung Umwelt förderte im Fundgebiet bis 2011 ein Projekt zum Schutz von Bodendenkmalen vor agrartechnischer Beschädigung und das sächsische Landesamt für Umwelt, Landwirtschaft und Geologie wirkt mit Landverzichts- und Tauschvereinbarungen auf den langfristigen Erhalt des Denkmals hin.
Zum 1. Januar 2023 fusionierte Zschaitz-Ottewig mit Ostrau zur neuen Gemeinde Jahnatal.

### Eingemeindungen
| Ehemalige Gemeinde     | Datum                 | Anmerkung                                                 |
| ---------------------- | --------------------- | --------------------------------------------------------- |
| Auterwitz              | 01.01.1952            | Eingemeindung nach Dürrweitzschen                         |
| Baderitz               | vor 1875              | Eingemeindung nach Lüttewitz                              |
| Dürrweitzschen         | 01.03.1994            | Zusammenschluss mit Zschaitz zu Zschaitz-Ottewig          |
| Glaucha                | 01.04.1938            | Eingemeindung nach Ottewig                                |
| Goselitz               | 01.01.1969            | Eingemeindung nach Zschaitz                               |
| Lüttewitz (bei Döbeln) | 01.07.1950            | Eingemeindung nach Zschaitz                               |
| Lützschnitz            | 01.04.1938            | Eingemeindung nach Ottewig                                |
| Mischütz               | 01.07.1950 01.01.1968 | Eingemeindung nach Simselwitz, Umgliederung nach Zschaitz |
| Möbertitz              | 01.04.1937            | Eingemeindung nach Zschaitz                               |
| Ottewig                | 01.01.1962            | Eingemeindung nach Zschaitz                               |
| Zschaitz               | 01.03.1994            | Zusammenschluss mit Dürrweitzschen zu Zschaitz-Ottewig    |
| Zunschwitz             | 01.04.1921            | Eingemeindung nach Ottewig                                |

### Einwohnerentwicklung
Entwicklung der Einwohnerzahl (ab 1995 Stichtag 31. Dezember):
| Jahr | Einwohner |
| ---- | --------- |
| 1990 | 1.478 *   |
| 2000 | 1.598     |
| 2005 | 1.480     |

| Jahr | Einwohner |
| ---- | --------- |
| 2007 | 1.417     |
| 2009 | 1.383     |
| 2010 | 1.357     |
| 2012 | 1.321     |
| 2013 | 1.311     |

* 3. Oktober

## Politik
2022 fand in Zschaitz-Ottewig ein Bürgerentscheid zum Thema „Sind Sie mit dem Entwurf der Vereinigungsvereinbarung der Gemeinden Ostrau und Zschaitz-Ottewig einverstanden?“ statt. In beiden Gemeinden wurde eine Mehrheit erreicht und das Quorum erfüllt. Die Fusion erfolgte damit zum Jahreswechsel 2022/2023.
Seit der Gemeinderatswahl am 26. Mai 2019 verteilten sich die 12 Sitze des Gemeinderates folgendermaßen auf die einzelnen Gruppierungen:
- Freie Wähler: 11 Sitze
- Einzelvorschlag: 1 Sitz

Immo Barkawitz wurde im Juni 2015 mit 99,2 % der Stimmen als letzter Bürgermeister im Amt bestätigt.
| Wahl                       | Bürgermeister  | Vorschlag | Wahlergebnis (in %) |
| -------------------------- | -------------- | --------- | ------------------- |
| Auflösung (siehe Jahnatal) |                |           |                     |
| 2015                       | Immo Barkawitz | FW        | 99,2                |
| 2008                       | Immo Barkawitz | FW        | 70,3                |
| 2001                       | Horst Saupe    | CDU       | 99,1                |
| 1994                       | Horst Saupe    | CDU       | 93,5                |

## Kultur und Sehenswürdigkeiten
- siehe auch: Liste der Kulturdenkmale in Jahnatal

- Waldstadion mit Gaststätte

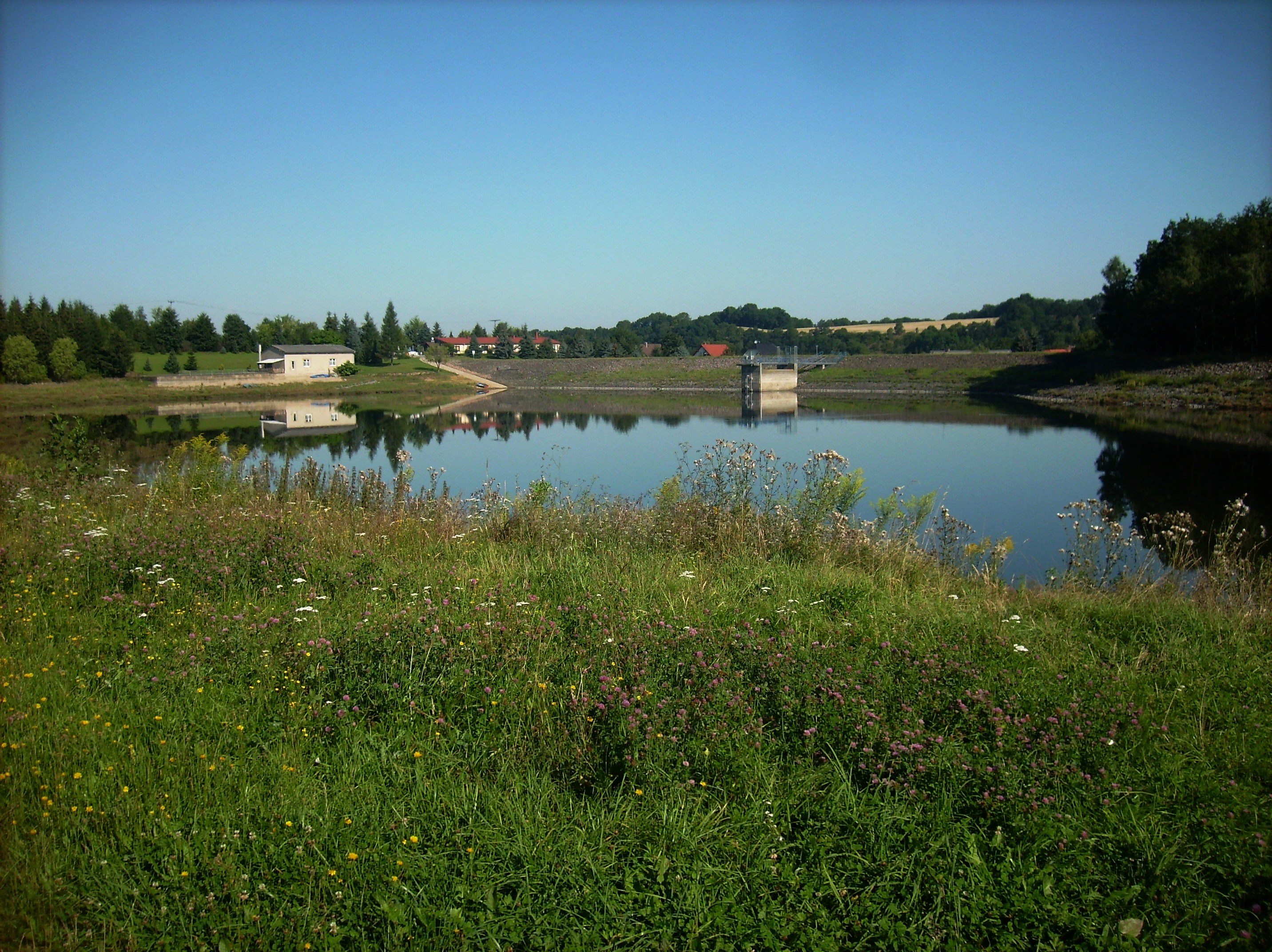
Stausee Baderitz

- Naherholungszentrum mit Freilichtbühne
- Umweltzentrum Ökohof Auterwitz e. V.
- Stausee Baderitz
- Dorfkirche Zschaitz

## Wirtschaft und Infrastruktur

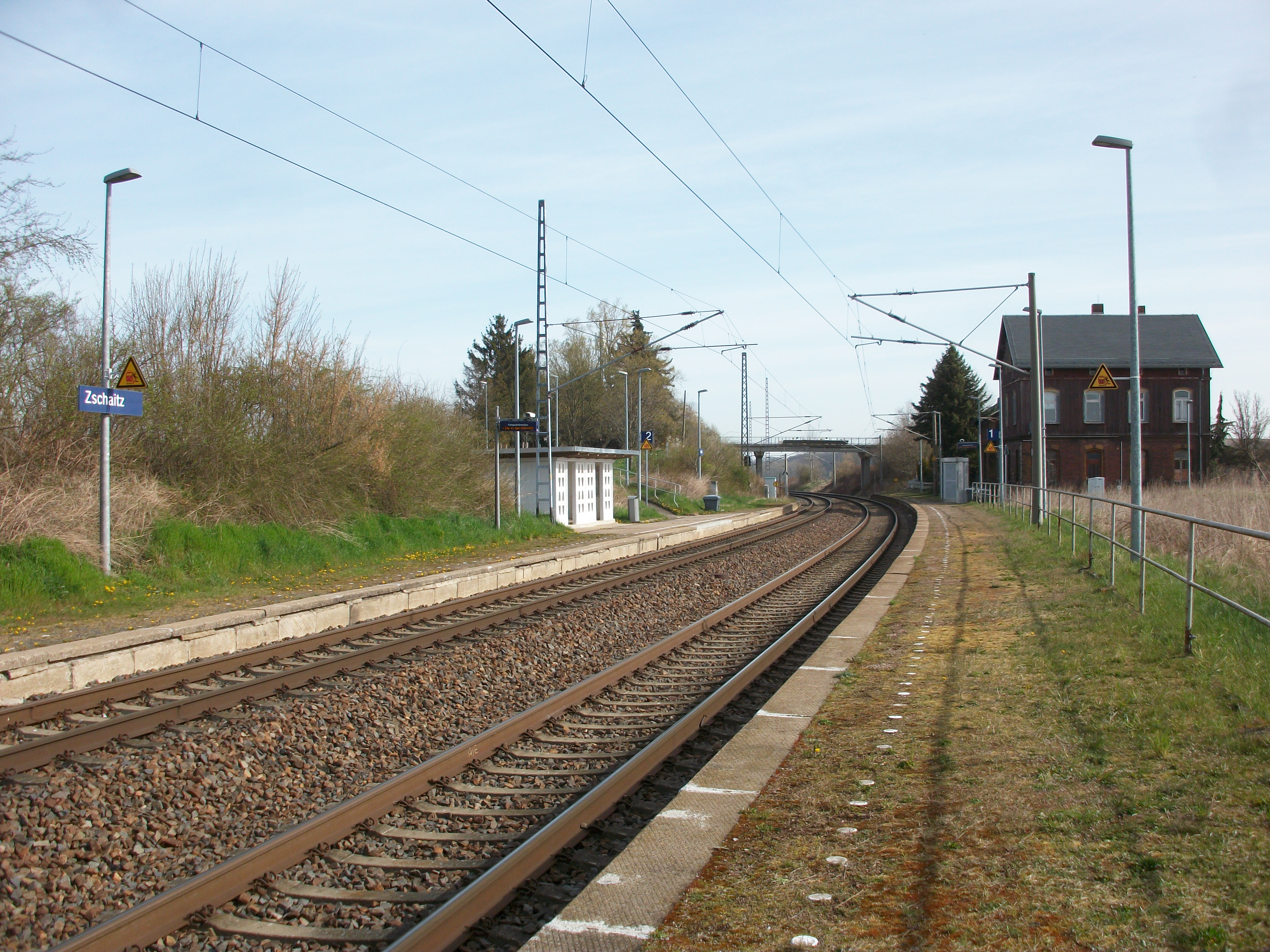
Haltepunkt Zschaitz (2022)

### Verkehr
Durch den Westen des Gemeindegebietes führt die B 169. Die Gemeinde war auch über die A 14 Anschluss Döbeln-Nord (ca. 5 km) zu erreichen. Zschaitz liegt an der Bahnstrecke Riesa–Chemnitz und wird von Elsterwerda und Chemnitz aus mit stündlich verkehrenden Regionalbahnen bedient.

### Öffentliche Einrichtungen
- 2 Kindertagesstätten